# Anna Blackburne
Pour les articles homonymes, voir Blackburne.
Anna Blackborne est une naturaliste britannique, née en 1726 à Orford Hall, Orford (fait maintenant partie de Warrington) et morte en 1793 à Warrington.

## Biographie
Elle est la fille de Jane (née Ashton) et de John Blackburne. Son père, fortuné marchand de sel, étudiait l’histoire naturelle et possédait des serres célèbres qui avaient l’admiration de Thomas Pennant (1726-1798). Initiée à l’histoire naturelle par son père, elle se consacre à leur étude de façon plus systématique. Pour mieux comprendre le système développé par Carl von Linné (1707-1778), elle apprend la latin. Elle correspond avec Linné et Johann Reinhold Forster (1729-1798), ce dernier l’encourageant à faire paraître ses observations entomologiques, et se consacre au musée d’Oxford Hall dans le Lancashire. Elle enrichit les collections d’insectes notamment grâce aux envois de Peter Simon Pallas (1741-1811). Son frère, installé aux États-Unis d'Amérique, lui fait parvenir de nombreux spécimens notamment d’oiseaux qui seront décrits par Pennant. Elle fait parvenir à Linné des spécimens d’oiseaux et d’insectes qui n’étaient pas décrits dans son Systema Naturae
Johan Christian Fabricius (1745-1808), l’élève de Linné, lui dédiera le Geotrupes blackburnii en 1781. La paruline à gorge orangée (Dendroica fusca) porte en anglais le nom de Blackburnian Warbler, décrit par Philipp Ludwig Statius Müller (1725-1776) en 1776.

## Note
1. ↑  Voir page 54 : Bo Beolens et Michael Watkins (2003). Whose Bird ? Common Bird Names and the People They Commemorate. Yale University Press (New Haven et Londres) : 400 p.  (ISBN 0-300-10359-X)

## Source
- Marilyn Ogilvie et Joy Harvey (dir.) (2000). The Biographical Dictionary of Women in Science. Pionneering Lives from Ancient Times to the Mid-20th Century, deux volumes, Routledge (New York) : 134-135.  (ISBN 0-415-92038-8)